# George Simbachawene
George Boniface Taguluvala Simbachawene (* 5. Juli 1968) ist ein tansanischer Politiker der Chama Cha Mapinduzi (CCM), der seit 2020 Innenminister ist.

## Leben

### Studium, Abgeordneter und Vize-Minister
George Boniface Taguluvala Simbachawene besuchte von 1978 bis 1982 die Pwaga Primary School und von 1983 bis 1984 die Mahomanyika Primary School, die er mit einem Certificate of Primary Education Examination (CPEE) beendete. Daraufhin besuchte er zwischen 1985 und 1988 die Mazengo Secondary School, die er mit einem Certificate of Secondary Education Examination (CSEE) abschloss. Eine von 1989 bis 1992 absolvierte Ausbildung am Arusha Technical College (ATC) in Arusha beendete er mit einem Full Technician Certificate (FTC). Er war zwischen 1995 und 2000 Transportbeamter im ÖPNV-Unternehmen Urafiki Bus Service in Dodoma sowie zugleich von 1997 bis 1999 Lehrer und Dozent am Berufsausbildungszentrum Future World Vocational Training Centre. Er begann 2000 ein Studium der Rechtswissenschaften an der Fernuniversität Open University of Tanzania (OUT), das er 2005 mit einem Bachelor of Laws (LL.B.) beendete. Zugleich fungierte er von 2000 bis 2001 als Geschäftsführender Direktor von Muzdalifah Charitable Dispensary. Sein politisches Engagement für die Chama Cha Mapinduzi (CCM) begann er ebenfalls 2000 und gehört seitdem dem Exekutivrat der CCM im Distrikt Mpwapwa als Mitglied an sowie seit 2002 auch dem Politischen Komitee der CCM in diesem Distrikt. Seit 2005 ist er außerdem Mitglied der Nationalen Generalversammlung der CCM sowie Mitglied des Regionalen Exekutivrates der CCM der Region Dodoma.
2005 wurde Simbachawene für die CCM im Wahlkreis Kibakwe erstmals Mitglied der Nationalversammlung, der sogenannten Bunge, und gehört dieser nach seinen Wiederwahlen 2010,  2015 und 2020 seither an. Zu Beginn seiner Parlamentszugehörigkeit war er in der Legislaturperiode von 2005 bis 2010 Mitglied des Rechnungsprüfungsausschusses für Kommunale Behörden sowie in der darauf folgenden Legislaturperiode zwischen 2010 und 2012 Vorsitzender des Ausschusses für nachgeordnete Gesetzgebung (Subsidiary Legislation Committee). Neben seiner politischen Tätigkeit begann er 2011 ein Studium im Fach Verwaltungswissenschaft an der University of Dodoma, welches er 2013 mit einem Master of Public Administration (MPA) abschloss. Noch während des Studiums fungierte er zwischen 2012 und 2013 als Vize-Minister für Energie und Mineralien im zweiten Kabinett von Staatspräsident Jakaya Kikwete.

### Ministerämter seit 2014
George Simbachawene, der seit 2013 als Rechtsanwalt am Obersten Gerichtshof (High Court of Tanzania) zugelassen ist, war von 2013 bis 2014 Vize-Minister für Ländereien sowie zwischen 2014 und dem 12. Dezember 2015 Minister für Energie und Mineralien (Ministry of Energy and Minerals) im ersten Kabinett von Staatspräsident Jakaya Kikwete. Zugleich war er 2014 Mitglied der Konstituierenden Versammlung (Constituent Assembly). Während der darauf folgenden Legislaturperiode war er von 2015 bis 2018 Mitglied des Ausschusses für Verwaltung und Kommunalverwaltung (Administration and Local Governments Committee).
Im ersten Kabinett von Staatspräsident John Magufuli übernahm Simbachawene am 12. Dezember 2015 den Posten als Staatsminister für Regional- und Kommunalverwaltung im Präsidialamt (President’s Office, Minister of State for Regional Administration and Local Government) und hatte diesen bis zum 7. September 2017 inne. Grund seines Rücktritts war ein Bericht über die Unterzeichnung zweifelhafter Bergbauverträge während seiner Amtszeit als Minister für Energie und Mineralien. Am 21. Juli 2019 wurde er als Nachfolger von January Makamba Staatsminister für Unionsangelegenheiten und Umwelt im Amt der Vizepräsidentin Samia Suluhu Hassan (Minister of State, Vice President’s Office responsible for Union Affairs and Environment) und bekleidete dieses Amt bis zum 23. Januar 2020, woraufhin Mussa Zungu seine Nachfolge antrat. Er selbst wurde daraufhin nach der Entlassung von Kangi Lugola am 23. Januar 2020 neuer Innenminister (Minister of Home Affairs) im ersten Kabinett Magufuli.
Nachdem John Magufuli die Präsidentschaftswahl am 28. Oktober 2020 gewonnen und am 5. Dezember 2020 sein zweites Kabinett gebildet hatte, wurde George Simbachawene abermals zum Innenminister ernannt. Nach dem Tode von Präsident Magufuli am 17. März 2021 behielt er das Amt des Innenministers auch nachdem die bisherige Vizepräsidentin Samia Suluhu Hassan am 19. März 2021 als Präsidentin vereidigt wurde.